# Мортон, Боб
Роберт Хендри «Боб» Мортон (англ. Robert Hendry "Bob" Morton; 25 сентября 1927, Астон Клинтон — 6 мая 2002, Лутон) — английский футболист, выступавший за «Лутон Таун».

## Карьера
Начал заниматься футболом в 1943 году. После окончания Второй мировой войны присоединился к молодёжной команде «Лутона», а в 1946 году подписал профессиональный контракт с клубом. Первый матч в Лиге за клуб провёл 30 октября 1948 года против «Вест Хэм Юнайтед».
Провёл в Лутоне всю карьеру, покинув команду в 1964 году, когда ему было 38 лет. Затем некоторое время являлся играющим тренером «Блетчли Таун».
Всего сыграл за Лутон 550 матчей во всех турнирах.